# Catanzaro (provincie)
De provincie Catanzaro is gelegen in de Zuid-Italiaanse regio Calabrië. Ze grenst in het noorden aan de provincies Cosenza en Crotone, in het zuidwesten aan de provincie Vibo Valentia en in het zuidoosten aan de provincie Reggio Calabria.
De Calabrese provincie Catanzaro wordt aan de oost- en westzijde door zee omgeven. In het noorden ligt de hoogvlakte van de Sila en in het zuiden het gebergte van de Serre. Het heuvelachtige binnenland is bezaaid met kleine dorpen. De enige twee steden van betekenis zijn de hoofdstad Catanzaro en Lamezia Terme. Lamezia Terme is kunstmatig groot omdat het in werkelijkheid uit drie afzonderlijke plaatsen bestaat; Nicastro, Sambiase en Sant'Eufemia Lamezia. Catanzaro is behalve hoofdstad van de gelijknamige provincie ook hoofdstad van de regio Calabrië. De moderne stad is gelegen op de rand tussen twee bergdalen op 340 meter hoogte. Het historische centrum is een labyrint van kleine smalle straatjes. Van de twee kusten is de Ionische kust toeristisch gezien het meest ontwikkeld. Hier liggen de belangrijke badplaatsen Soverato en Copanello.
In 1992 is de provincie Catanzaro bijna 50% van haar oppervlak en bevolking kwijtgeraakt door de afscheiding van Vibo Valentia en Crotone.

## Belangrijke plaatsen
- Catanzaro (95.251 inw.)
- Lamezia Terme (70.501 inw.)
- Soverato (10.034 inw.)